# Красный Кавказ (большой противолодочный корабль)
«Красный Кавказ» — советский большой противолодочный корабль проекта 61 Черноморского флота ВМФ СССР, а с 1991 года — ВМФ России.

## История
25 ноября 1964 года в списки кораблей ВМФ СССР был зачислен сторожевой корабль, получивший по преемственности гвардейское наименование и название «Красный Кавказ».
Закладка корабля состоялась 18 июля 1964 года на судостроительном заводе имени 61 коммунара в Николаеве. 19 мая «Красный Кавказ» был переведён в класс больших противолодочных кораблей. 15 июня 1966 года корабль был спущен на воду, 25 сентября 1967 года вступил в строй.
13 октября 1967 года корабль был включён в состав Черноморского флота.
Находился в Средиземном море во время арабо-израильских конфликтов в 1967 и 1973 годах и оказывал помощь арабским странам. Параллельно в 1971 году участвовал в военно-морских учениях «Юг-71».
С марта 1981 по сентябрь 1983 года проходил капитальный ремонт в Николаеве на заводе им. 61 коммунара. В августе 1984 года визит в Варну (Болгария). В том же году выступил в роли корабля-хозяина при заходе греческого фрегата «Лимнос» с дружеским визитом в Одессу. В апреле-октябре 1985 дальний поход в Средиземное море и Атлантику (заход с визитом в Тунис). Осенью 1986 поход на Кубу. 1 июня 1996 года вновь был переведён в класс сторожевых кораблей.
16 марта 1998 года исключён из состава флота и впоследствии разделан на металл.
Летом 1985 года моряки экипажа БПК «Красный Кавказ» привлекались к массовке в фильме «Валентин и Валентина» — прохождение строем по улице в Севастополе мимо дома, на балконе которого беседовали Б. Щербаков и М. Зудина (60-я минута).